# Xylopia pacifica
Xylopia pacifica är en kirimojaväxtart som beskrevs av Albert Charles Smith. Xylopia pacifica ingår i släktet Xylopia och familjen kirimojaväxter. Inga underarter finns listade i Catalogue of Life.